# Volo Swissair 330
Il volo Swissair 330 era un volo di linea partito dall'aeroporto Internazionale di Zurigo-Kloten, in Svizzera, e diretto a Hong Kong, con scalo intermedio a Tel Aviv, in Israele. Il 21 febbraio 1970 l'aereo non arrivò mai a destinazione: il gruppo terroristico comunista palestinese FPLP-GC collocò una bomba nella stiva e la fece esplodere, provocando la disintegrazione del Convair e la morte di tutte le persone che si trovavano a bordo.

## L'aereo
Il velivolo coinvolto era un Convair CV-990-30A-6 Coronado denominato "Baselland" (dall'omonimo cantone di Basilea Campagna), marche HB-ICD e numero di serie 30-10-15. Volò per la prima volta nel 1962 ed era equipaggiato con 4 motori turboventola General Electric CJ805-23. Al momento dell'incidente, l'aereo aveva circa otto anni.

## Storia
Il 21 febbraio 1970 a bordo del volo c'erano 38 passeggeri e 9 membri dell'equipaggio. Alle 12:15 UTC, circa nove minuti dopo il decollo e mentre il velivolo transitava nell'area di Lucerna, a nord del Passo del San Gottardo, una bomba esplose nel vano bagagli posteriore. L'equipaggio cercò di invertire la rotta e tentare un atterraggio di emergenza a Zurigo, ma ebbe difficoltà a interagire con gli strumenti di navigazione a causa del fumo diffusosi nella cabina di pilotaggio. Il Convair deviò sempre più verso ovest e poco dopo si schiantò in un'area boscosa a Würenlingen, nei pressi di Zurigo, a causa della perdita di energia elettrica. Tutti gli occupanti dell'aereo persero la vita.
Un ispettore del governo giunse sul posto in elicottero e poco dopo venne seguito da una squadra di 50 investigatori. La polizia riferì che una donna aveva consegnato una pistola 9 mm trovata sulla scena dell'incidente subito dopo il disastro. Alcuni dei rottami, compresi dei pezzi di stoffa, erano appesi sulle cime e sui rami degli alberi.
Si sospettò immediatamente un sabotaggio. Un possibile motivo era la vendetta contro la Svizzera per tre palestinesi condannati a 12 anni di reclusione da un tribunale svizzero. Un gruppo di guerriglieri arabi, il Fronte Popolare per la Liberazione della Palestina - Comando Generale, dichiarò a Beirut, in Libano, di essere stato responsabile dell'esplosione. Tuttavia, la testata giornalistica Reuters in seguito riferì da Amman, in Giordania, che un portavoce del gruppo aveva negato il loro coinvolgimento.
Era stata usata una bomba innescata da un detonatore barometrico. Lo stesso giorno un'altra bomba esplose a bordo di un Caravelle dell'Austrian Airlines dopo il decollo da Francoforte in rotta verso Vienna. Il Caravelle riuscì a effettuare un atterraggio di emergenza.

## Spedizioni postali

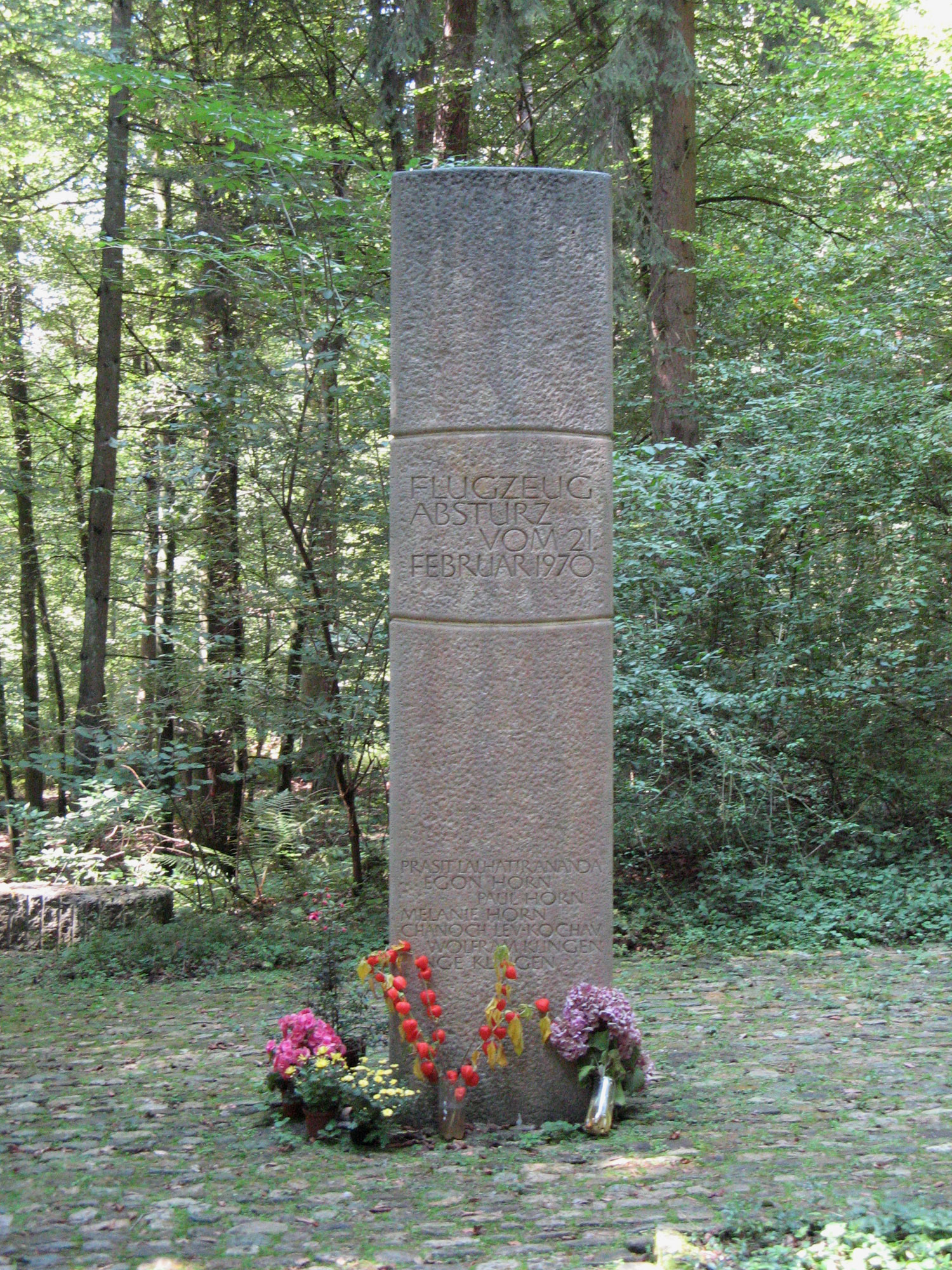
Il memoriale, inaugurato il 7 marzo 1971, nei pressi del luogo dell'incidente.

Come scritto da Kibble in The Arab Israeli Conflict: No Service, Returned & Captured Mail, una piccola quantità di posta venne recuperata dal luogo dell'incidente. Venne applicato un contrassegno nero, scritto in lingua francese, ad ogni documento sopravvissuto all'incidente, che tradotto recita:
L'attentato al Coronado comportò un cambiamento nelle pratiche di spedizione in tutto il mondo. In particolare, la posta inviata o inoltrata in Israele attraverso il Regno Unito, l'Italia e gli Stati Uniti doveva essere recapitata via terra o via mare; la consegna aerea in Israele non era più consentita.
Un rapporto dell'Agenzia Telegrafica Ebraica del 25 febbraio 1970, intitolato "La posta aerea dall'Europa non arriva in Israele nonostante le assicurazioni", recitava: